# 中園町 (山口市)
中園町（なかぞのちょう）は、山口県山口市にある町。山口市の中央西部。湯田温泉街の東。隣接する町に北西に緑町・北東に中央5丁目・南東に三和町・南西に泉都町。南境の石州街道筋には古くは多く商店があった。

## 概要
1965年（昭和40年）に現在の町名になった。以前は、小字で中讃井1、中讃井2、中讃井3、清水1、清水2、清水10、古角、中古角、中込田、下込田、八反田、下八反田の12区分されていた。 1986年(昭和61年)当時の世帯数262。人口704人 (男324人 女380人)。山口情報芸術センター、NHK放送局、中央公園がある。三和町に面している道路は、江戸時代に石州街道であった。縄文時代から中世時代の中込田遺跡が現在の山口ケーブルビジョン付近一帯に発見される。
- 面積126020.508 m2。
- 周辺長1464.89 m。

## 地理

### 地名の由来
中園町の中園は、所在している中央公園の中と園の2文字をとり、これを訓読したもの。

### 世帯数と人口
2010年（平成22年）から2024年（令和6年）までの世帯数及び人口の推移は以下の通りである。
| 年代                      | 世帯数 | 男  | 女  | 合計 |
| ------------------------- | ------ | --- | --- | ---- |
| 2010年（平成22年3月31日） | 212    | 187 | 242 | 429  |
| 2011年（平成23年3月31日） | 221    | 194 | 250 | 444  |
| 2012年（平成24年3月31日） | 223    | 200 | 256 | 456  |
| 2013年（平成25年3月31日） | 226    | 215 | 265 | 480  |
| 2014年（平成26年3月31日） | 217    | 208 | 257 | 465  |
| 2015年（平成27年3月31日） | 223    | 222 | 258 | 480  |
| 2016年（平成28年3月31日） | 220    | 209 | 244 | 453  |
| 2017年（平成29年3月31日） | 212    | 201 | 230 | 431  |
| 2018年（平成30年3月31日） | 213    | 201 | 227 | 428  |
| 2019年（平成31年3月31日） | 214    | 194 | 218 | 412  |
| 2020年（令和2年3月31日）  | 215    | 193 | 221 | 414  |
| 2021年（令和3年3月31日）  | 212    | 182 | 216 | 398  |
| 2022年（令和4年3月31日）  | 217    | 182 | 217 | 399  |
| 2023年（令和5年4月30日）  | 210    | 174 | 206 | 380  |
| 2024年（令和6年6月30日）  | 203    | 166 | 201 | 367  |

### 空中写真

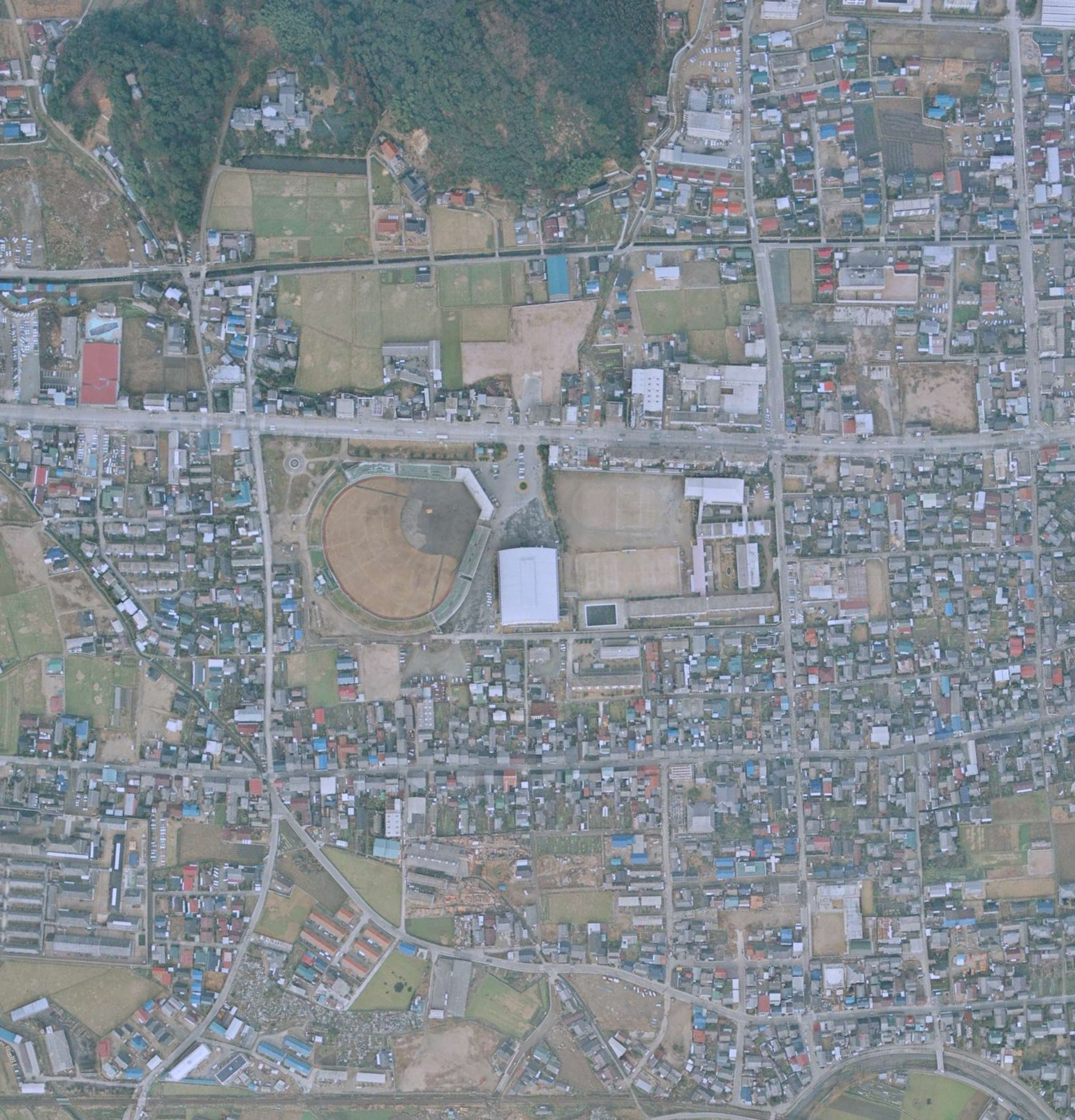
1975年1月 山口市中園町周辺 空中写真。国土交通省 国土地理院 地図・空中写真閲覧サービスの空中写真を基に作成

## 歴史

### 年表
- 1908年（明治41年）10月 - 大日本軌道山口支社が小郡-山口間に軽便鉄道を開業。路線は山口県道204号宮野大歳線上に敷設。
- 1950年（昭和25年）9月1日 - 県内の醸造業者及び従業員の教育の為、中園町3番39号（当時の下清水）に山口県醸造試験場を設置[9]。1967年（昭和42年）に市内大歳の山口県商工指導センターの技術部門に統合。
- 1951年（昭和26年）3月 - 下清水に山口市民球場完成。
- 1953年（昭和28年）9月 - 下清水に市営グランド完成[10]。
- 1956年（昭和31年）4月 - 山口県立山口中央高等学校が西白石校舎（暫定的に使用していた山口女子高等学校）から山口市中園町に移転。
- 1958年（昭和33年）3月29日 - 現在の中央公園旧国道に面した側に市内で初めて4階建店舗付き市営住宅完成（店舗6戸・住宅18戸)。
- 1960年（昭和35年8月4日）- 下清水に県立体育館完成。
- 1962年（昭和37年4月15日）- 下清水（現在の中央5丁目）にNHK山口放送会館完成し放送開始
- 1963年（昭和38年）10月 - 県立体育館で第１８回国民体育大会の体操競技が開催。
- 1965年（昭和40年）3月14日 - 中央公園にカラー噴水完成
- 1984年（昭和59年）5月14日 - 山口ケーブルビジョン株式会社設立。
- 1995年（平成7年）4月 - 山口県立山口中央高等学校が中園町地区の市街地再開発に伴い、山口市宮島町（現在地）の新校舎に移転。山口県立山口中央高校跡地の碑

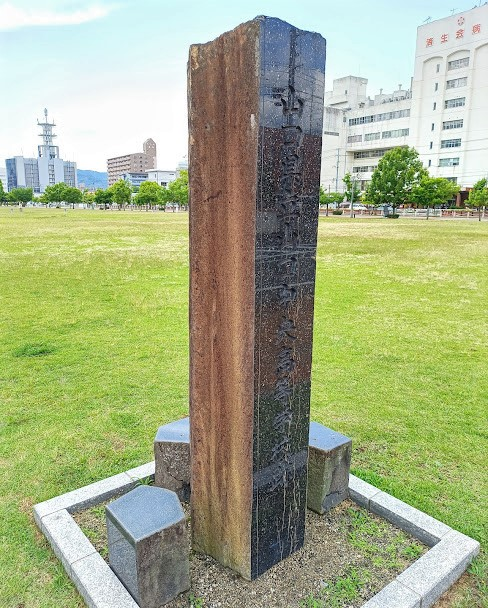
山口県立山口中央高校跡地の碑

- 1999年（平成11年）4月19日 - 中込田遺跡の試掘調査始まる。
- 1999年（平成11年）5月6日 - 中込田遺跡の第1次発掘調査が始まる。
- 2000年（平成12年）8月11日 - 山口情報芸術センター(当時の仮称：山口文化交流プラザ）の基本設計案を設計者の磯崎新氏が山口市役所で説明[11]。
- 2001年（平成13年）8月 - 中園町市営アパート完成。「全日本建設技術協会賞」受賞[12]。
- 2003年（平成15年）11月1日 - 山口情報芸術センター開館。
- 2005年（平成17年）4月11日 - 山口放送会館が中央5丁目から中園町地区に移転。
- 2017年（平成29年）8月 - スターバックス山口市中央公園店に山口市内での初オープン。
- 2017年（平成29年）12月26日 - 株式会社コア　中園町に本社移転。
- 2023年（令和5年）11月1日- 山口情報芸術センター開館20周年を迎える[13]。

## 経済

### 企業
- 山口ケーブルビジョン株式会社
- 株式会社コア
- 株式会社リバース
- 大村印刷株式会社 山口営業所

### 商業
- スターバックスコーヒー 山口市中央公園店

## 地域

### 校区
- 小学校：白石小学校
- 中学校：白石中学校

### 施設
- 山口情報芸術センター（ビッグウェーブやまぐち）
- 山口市中央図書館
- NHK山口放送局
- 中央公園
- 市営アパート
- デジタルハリウッドSTUDIO山口
- 中央公園噴水広場
- 山口県体育館（1992年まで存在）
- 山口市民球場（1992年まで存在）
- 山口県立山口中央高等学校（1995年まで存在）

### 史跡
- 井上馨候遭難の碑

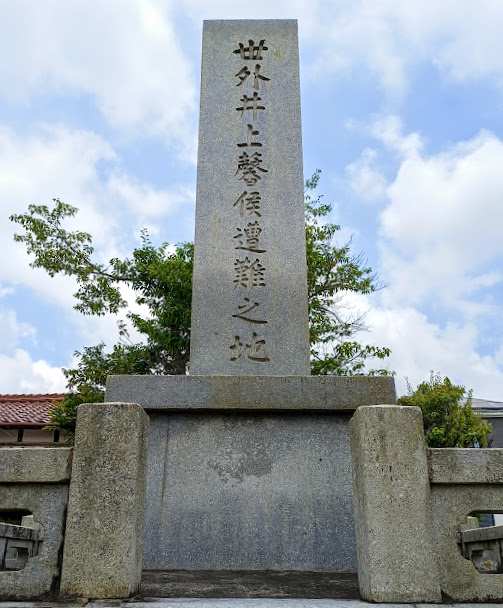
井上馨候遭難の碑

  - 1864年（元治元年）9月25日の夜　山口政事堂から湯田の自宅へ帰宅途中に数名の俗論派に襲われひん死の重症をおった。しかし名医の所郁太郎の手当てで命を救われのちに明治政府の外相として国家に尽くしのち鹿鳴館を創設した。銅像は湯田温泉町の井上公園にある[14]。碑は1931年（大正6年9月1日）に建立。揮毫は、野村素介による[15]。

## 交通

### 道路
- 山口県道204号宮野大歳線（旧国道9号線）
- 市道 糸米十王線 (通称一盃堂小路)
- 市道 横町札/辻線 (旧石州街道,通称本町通り)
- 市道 熊野台線

### 路線バス
- 防長交通
  - 新山口 - 県庁前・宮野車庫ルート
- JRバス中国
  - 山口大 - 防府ルート
- コミュニティバス（市が運営・防長交通へ運行委託）
  - 吉敷・湯田ルート（旧道・朝倉まわり）

## 周辺関連施設
- 朧の清水
- 袖解橋跡
- 圓龍寺